# 大家一起Climax
《大家一起Climax》（日語：クライマックス御一緒に），是日本女歌手小泉今日子的第8張單曲。1984年1月1日以「甜蜜公主」（あんみつ姫）的名義發行。

## 簡介
是小泉今日子1983年主演的富士電視台三集單元電視劇《甜蜜公主》（又譯：「甜蜜姬」、「甜甜小公主」等）的主題曲，小泉以劇中角色「甜蜜公主」（あんみつ姫）的名義發行這張單曲。封面也是小泉在劇中的造型。
發行首週在Oricon公信榜排行第4位。累計總銷量達20.7萬張，是1984年度日本單曲銷量第64位。
由於發行量較少，且在1991年並無和小泉其它的單曲一樣進行CD化再售，因此這張單曲已成絕版貨。

## 收錄曲目
1. 大家一起Climax（クライマックス御一緒に）
  - 作詞：森雪之丞；作曲：井上大輔；編曲:井上大輔
2. 甜蜜公主NG集（あんみつ姫NG集）
  - 出演：甜蜜公主&自願出演者；解説：甜蜜公主